# The Zolge
The Zolge var ett japanskt punkrock/hårdrock-band grundat av Haruhiko Ash.
The Zolge var ett rätt så välkänt industrial/underground-band i Japan under 1980 och 1990-talet. Utöver en ansenlig mängd enskilda spelningar och klubbspelningar, har The Zolge också spelat tillsammans med artister som The Damned, Patricia Morrison, Hanoi Rocks, The Cramps, Ramones, Johnny Thunders, Switchblade Symphony. Sin popularitet till trots bröt bandet 1993 upp och det finns inga planer på en återförening. 
Haruhiko Ash har sedan dess hållit sig aktiv inom musiken genom till exempel soloprojektet Eve of Destiny, vilket är ett samarbete med Malice Mizer-gitarristen Közi, men även inom andra områden som klädesdesigner i Paris och Tokyo.